# Покатый бордюр

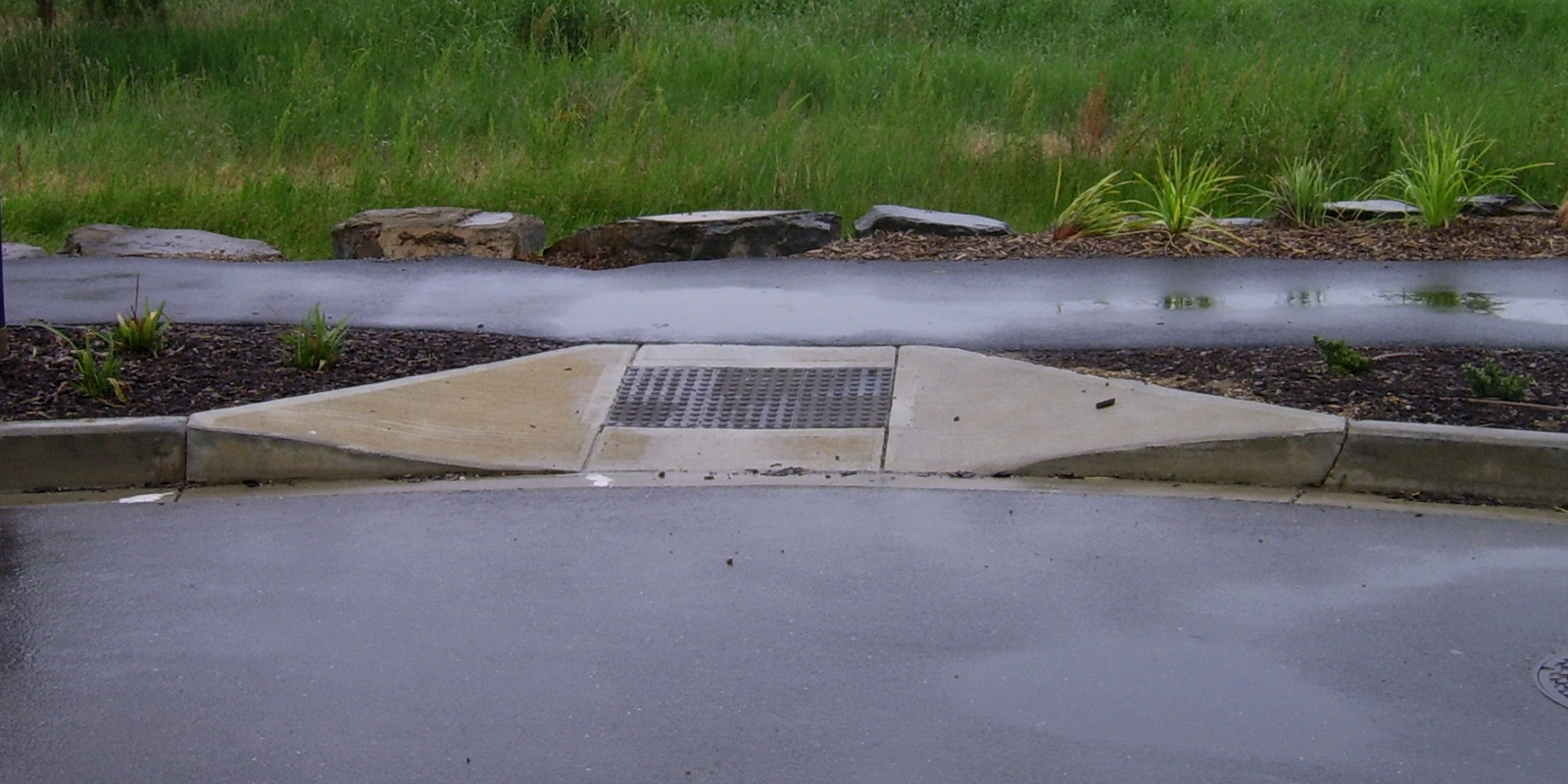
Пандус для колясок с тактильным покрытием, соединяющий тротуар с дорогой.

Покатый бордюр, занижение бордюрного камня, бордюрный пандус — сплошной (обычно бетонный) пандус, спускающийся от верхней поверхности тротуара к проезжей части прилегающей улицы. Предназначен в первую очередь для использования пешеходами и обычно встречается в городских районах, где ожидается пешеходная активность. Иногда покрыт тактильным покрытием.

## История
Исторически сложилось так, что пешеходные дорожки завершались под прямым углом к поверхности улицы с помощью обычных бордюров. Внедрение покатых бордюров в помощь пользователям инвалидных колясок началось в Великобритании не позднее 1930-х годов.
Каламазу, штат Мичиган, установил покатые бордюры в 1940-х годах в качестве пилотного проекта, представленного ветераном и юристом Джеком Х. Фишером для содействия трудоустройству ветеранов с ограниченными возможностями. Крупный проект в Беркли, штат Калифорния, возглавляемый Центром независимой жизни, привёл к понижению бордюрных камней вдоль проспектов Телеграф и Шаттак, создав протяжённый маршрут. После этого ценность занижения бордюров стала пропагандироваться более активно, и их установка часто производилась муниципальными властями и застройщиками на добровольной основе.
Занижение бордюров в западных странах предписано такими законами, как Закон об американцах-инвалидах 1990 года (ADA) в Соединённых Штатах (согласно ему, покатыми бордюрами должны быть снабжены все тротуары) или Закон о дискриминации инвалидов 1992 года в Австралии. В сравнении с первоначальными формулировками некоторые требования законов в последнее время ужесточаются, так как современные методы лечения могут вступать в противоречие с требованиями к проектированию.
Бордюры, расположенные на перекрёстках улиц, позволяют пользователям инвалидных колясок, детских колясок, малышам на трёхколесных велосипедах и прочим категориям людей с меньшими трудностями передвигаться по тротуару или сходить с него. У многих бордюров также делается тактильное покрытие — узор из круглых неровностей, который указывает пешеходам с нарушениями зрения, что они близки к выходу на проезжую часть. То, что изначально занижение бордюров предназначалось для инвалидов, но используется значительно более широкой группой людей, говорит об удобстве данного универсального дизайна.

## В России

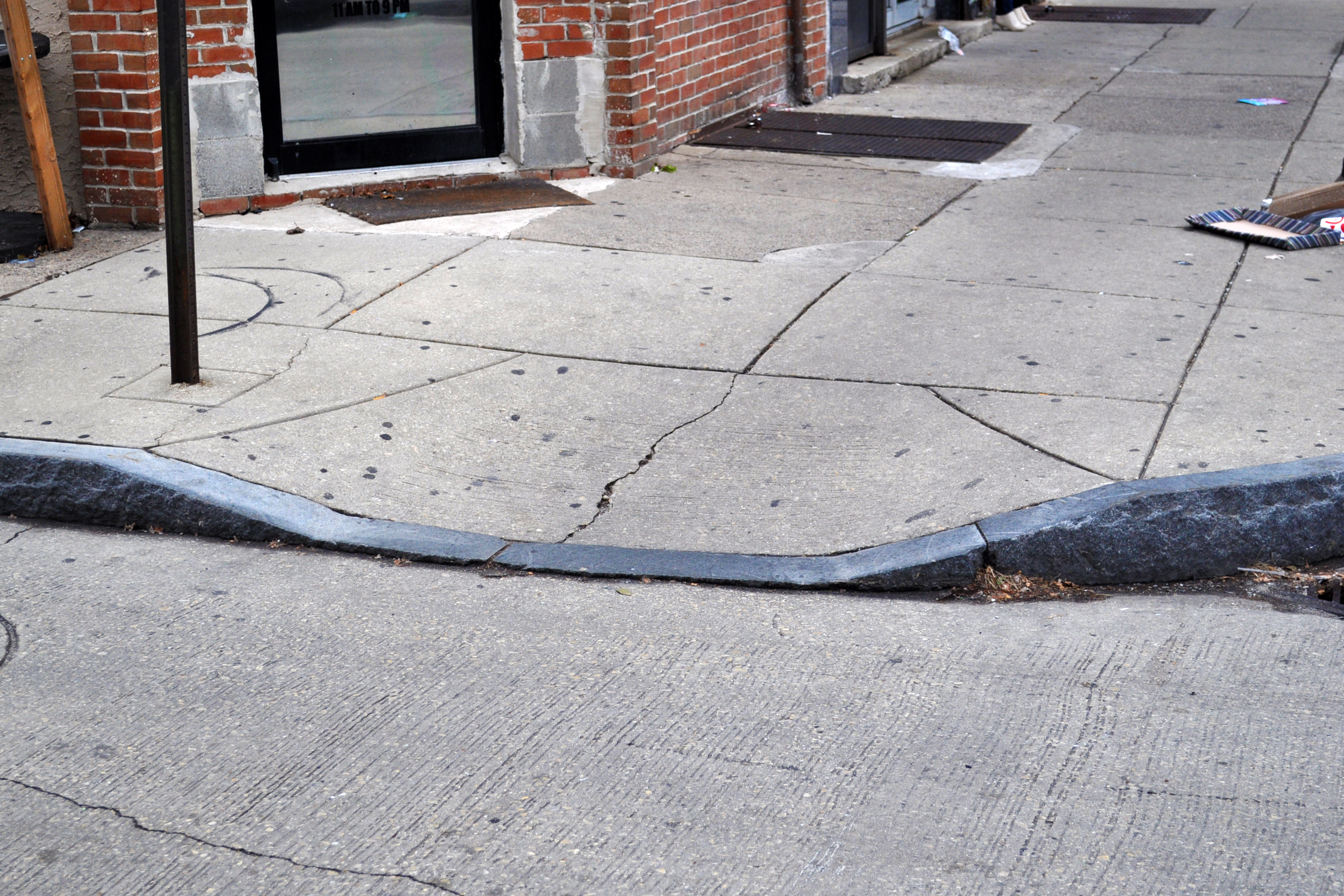
Покатый бордюр на перекрёстке

Занижение бордюрных камней входит в федеральную программу «Доступная среда», нацеленную на создание безбарьерного пространства в городской инфраструктуре. Нормы прописаны в СП 59.13330.2016. При перепаде высот более 0,015 м с двух сторон от проезжей части на пешеходных путях обустраиваются съезды шириной не менее 1,5 м, при этом по краям пешеходных путей на участке вдоль газонов бордюры должны иметь высоту не менее 0,05 м (так как полное отсутствие бордюров менее удобно в случае инвалидности по зрению).